# Hong Seung-hyun
Đây là một tên người Triều Tiên, họ là Hong.
Hong Seung-hyun (tiếng Hàn: 홍승현; sinh ngày 28 tháng 12 năm 1996) là một cầu thủ bóng đá Hàn Quốc thi đấu ở vị trí tiền đạo cho Daegu FC.

## Sự nghiệp
Hong đầu quân cho đội bóng tại K League 2 Daegu FC trước khi mùa giải 2016 khởi tranh.